# صدف اسپهبدی
صدف اسپهبدی (زادهٔ ۱۵ بهمن ۱۳۷۲ - ساری) بازیگر ایرانی است. او فعالیت خود را در سال ۱۳۹۶ و با بازی در فیلم کوتاه راحانا آغاز و همان سال در مجموعهٔ تلویزیونی سفر در خانه ایفای نقش کرد. او برای بازی در نقش زنی معتاد در فیلم علفزار (۱۴۰۰) برندهٔ سیمرغ بلورین بهترین بازیگر نقش مکمل زن شد.

## زندگی و حرفه
صدف اسپهبدی در ۱۵ بهمن ۱۳۷۲ در ساری به دنیا آمد. پدرش دانش‌آموخته رشتهٔ تاریخ است و در دانشگاه تئاتر کار می‌کرد و خواهرش دندان‌پزشک است. اسپهبدی در بهشهر سکونت داشت. در کودکی به بازیگری علاقه‌مند شد و اولین بار در ۷ سالگی با خواهرش و دختران همسایه نقش اسب و خواهر سیندرلا را به‌صورت تئاتر محلی بازی کرد. او در رشتهٔ دندان‌پزشکی قبول شد، اما انصراف داد و در دانشکده هنر دانشگاه آزاد اسلامی تهران مرکز در رشتهٔ کارگردانی تئاتر تحصیل کرد.
اسپهبدی فعالیت حرفه‌ای خود را با بازی در نقش دختر تک‌تیرانداز کرد در فیلم کوتاه راحانا (۱۳۹۶) آغاز کرد. او برای این نقش به زبان عربی صحبت کرد. او همچنین اجرای برنامهٔ همیشه خونه در شبکه آموزش در کنار فرهاد جم را بر عهده داشته است.
او در سال ۱۴۰۰ در اولین تجربهٔ سینمایی خود نقش زنی معتاد به‌نام فریبا را در فیلم علفزار با موضوع اجتماعی به کارگردانی کاظم دانشی ایفا کرد. او برای این نقش هر شب ۱۰ کیلومتر پیاده‌روی می‌کرد و در هشت ماه ۲۵ کیلوگرم از وزن خود کاهش داد. نقش‌آفرینی او از سوی چند منتقد تحسین شد. حسین جوانی در وبگاه سینماتیکت نوشت: «لازم نیست که او حرف بزند تا معلوم شود مواد مخدر چه به روزش آورده است؛ از راه رفتنش هم پیداست که نه‌تنها سال‌ها اسیر اعتیاد است، بلکه هیچ تلاشی هم برای ترک کردن نمی‌کند.» او برای این نقش برندهٔ جوایز سیمرغ بلورین بهترین بازیگر نقش مکمل زن جشنواره فیلم فجر و بهترین بازیگر زن از جشن حافظ شد.

## فیلم‌شناسی

### سینما
| سال  | عنوان          | کارگردان         | نقش       | توضیحات    |
| ---- | -------------- | ---------------- | --------- | ---------- |
| ۱۳۹۶ | راحانا         |                  |           | فیلم کوتاه |
| ۱۳۹۶ | لاتاری         | محمدحسین مهدویان | منشی سامی |            |
| ۱۴۰۰ | علفزار         | کاظم دانشی       | فریبا     |            |
| ۱۴۰۱ | قیف            | محسن امیریوسفی   | اِنسی      |            |
| ۱۴۰۲ | هتل            | سید مسعود اطیابی | سهیلا     |            |
| ۱۴۰۲ | هفتاد سی       | بهرام افشاری     | کوکب      |            |
| ۱۴۰۳ | گوزن‌های اتوبان | ابوالفضل صفاری   | کیمیا     |            |

### تلویزیون
| سال  | نام         | کارگردان                 | نقش       | توضیحات   |
| ---- | ----------- | ------------------------ | --------- | --------- |
| ۱۳۹۶ | سفر در خانه | بهمن گودرزی              |           | شبکه نسیم |
| ۱۳۹۸ | دل‌دار       | جمشید محمودی نوید محمودی |           | شبکه دو   |
| ۱۴۰۳ | بازنده      | امین حسین‌پور             | آوا حجازی | فیلیمو    |

### تئاتر
| سال  | نام             | کارگردان         | نقش       |
| ---- | --------------- | ---------------- | --------- |
| ۱۴۰۰ | چیزی شبیه زندگی | علیرضا مهران     |           |
| ۱۴۰۰ | مرده شور        | جواد رازقندی     |           |
| ۱۴۰۱ | جنون محض        | علیرضا کوشک‌جلالی |           |
| ۱۴۰۲ | فریز مکبث فریز  | آرش دادگر        | لیدی مکبث |
| ۱۴۰۳ | گالیله          | شهاب حسین پور    |           |